# Fernando Solano Costa
Fernando Solano Costa (Saragossa, 1913 - 1992) va ser un historiador aragonès, catedràtic d'Història d'Espanya en les edats Moderna i Contemporània, Història d'Amèrica i de la Colonització Espanyola a Amèrica an la Universitat de Saragossa.
Estudià als Col·legis dels jesuïtes de Tudela i Saragossa i el 1936 es llicencià en dret i en filosofia i lletres (amb premi extraordinari). Fou un entusiasta militant de Falange Española i el curs 1939-1940 fou professor ajudant a la Universitat de Saragossa, alhora que va promoure la creació a Saragossa de la Delegació d'Educació i Cultura. També va participar en la creació dels Col·legis Majors Universitaris «Fernando el Católico», «Pedro Cerbuna» i «Santa Isabel», sent nomenat director dels dos primers, fosos, en 1940.
Des de 1955 a 1975 va ocupar el Vicedeganat de la Facultat de Filosofia i Lletres de la Universitat de Saragossa, amb els degans José María Lacarra i Antonio Beltrán.
Com a Vicepresident de la Diputació Provincial de Saragossa —la presidència de la qual exerciria entre 1949 i 1953— va promoure la fundació de la Institución Fernando el Católico, de la qual va anar director fins a 1977, dedicant-se amb entusiasme a la recuperació dels Congressos d'Història de la Corona d'Aragó i a la creació del Col·legi d'Aragó. Va col·laborar amb el Ministeri d'Informació i Turisme com a censor de llibres en 1968.
Es considerava deixeble d'Andrés Giménez Soler i Jaume Vicens i Vives, dels qui fou Professor Adjunt.